# British Academy Film Awards 2019

Die Royal Albert Hall, Ort der Veranstaltung in London

Die 72. Verleihung der British Academy Film Awards fand am 10. Februar 2019 in der Royal Albert Hall in London statt, um die besten Filme des Filmjahrs 2018 zu ehren. Die Filmpreise der British Academy of Film and Television Arts (BAFTA) wurden in 23 Kategorien verliehen. Hinzu kamen ein Publikumspreis und zwei Ehrenpreiskategorien.
Die Nominierungen wurden am 9. Januar 2019 bekanntgegeben. Die Nominierungen für den Rising Star Award erfolgten bereits vorab.
| Film                                             | N   | A |
| ------------------------------------------------ | --- | - |
| The Favourite – Intrigen und Irrsinn             | 120 | 7 |
| Roma                                             | 7   | 4 |
| Bohemian Rhapsody                                | 7   | 2 |
| A Star Is Born                                   | 7   | 1 |
| Aufbruch zum Mond                                | 7   | 0 |
| Vice – Der zweite Mann                           | 6   | 1 |
| BlacKkKlansman                                   | 5   | 1 |
| Green Book – Eine besondere Freundschaft         | 4   | 1 |
| Cold War – Der Breitengrad der Liebe             | 4   | 0 |
| Can You Ever Forgive Me?                         | 3   | 0 |
| Mary Poppins’ Rückkehr                           | 3   | 0 |
| Maria Stuart, Königin von Schottland             | 3   | 0 |
| Stan & Ollie                                     | 3   | 0 |
| Alexander McQueen – Der Film                     | 2   | 0 |
| Beast                                            | 2   | 1 |
| Beale Street                                     | 2   | 0 |
| Isle of Dogs – Ataris Reise                      | 2   | 0 |
| Phantastische Tierwesen: Grindelwalds Verbrechen | 2   | 0 |

## Preisträger und Nominierungen

### Bester Film
Roma – Alfonso Cuarón, Gabriela Rodríguez
- BlacKkKlansman – Jason Blum, Spike Lee, Raymond Mansfield, Sean McKittrick, Jordan Peele
- The Favourite – Intrigen und Irrsinn (The Favourite) – Ceci Dempsey, Ed Guiney, Giorgos Lanthimos, Lee Magiday
- Green Book – Eine besondere Freundschaft (Green Book) – Jim Burke, Brian Hayes Currie, Peter Farrelly, Nick Vallelonga, Charles B. Wessler
- A Star Is Born – Bradley Cooper, Bill Gerber, Lynette Howell Taylor

### Bester britischer Film
The Favourite – Intrigen und Irrsinn (The Favourite) – Giorgos Lanthimos, Ceci Dempsey, Ed Guiney, Lee Magiday, Deborah Davis, Tony McNamara
- Beast – Michael Pearce, Kristian Brodie, Lauren Dark, Ivana MacKinnon
- Bohemian Rhapsody – Graham King, Anthony McCarten; die Nominierung von Bryan Singer wurde ausgesetzt/suspendiert[2]
- Alexander McQueen – Der Film (McQueen) – Ian Bonhôte, Peter Ettedgui, Andee Ryder, Nick Taussig
- Stan & Ollie – Jon S. Baird, Faye Ward, Jeff Pope
- A Beautiful Day (You Were Never Really Here) – Lynne Ramsay, Rosa Attab, Pascal Caucheteux, James Wilson

### Beste Regie
Alfonso Cuarón – Roma
- Bradley Cooper – A Star Is Born
- Giorgos Lanthimos – The Favourite – Intrigen und Irrsinn (The Favourite)
- Spike Lee – BlacKkKlansman
- Paweł Pawlikowski – Cold War – Der Breitengrad der Liebe (Zimna wojna)

### Bester Hauptdarsteller
Rami Malek – Bohemian Rhapsody
- Christian Bale – Vice – Der zweite Mann (Vice)
- Steve Coogan – Stan & Ollie
- Bradley Cooper – A Star Is Born
- Viggo Mortensen – Green Book – Eine besondere Freundschaft (Green Book)

### Beste Hauptdarstellerin
Olivia Colman – The Favourite – Intrigen und Irrsinn (The Favourite)
- Glenn Close – Die Frau des Nobelpreisträgers (The Wife)
- Viola Davis – Widows – Tödliche Witwen (Widows)
- Lady Gaga – A Star Is Born
- Melissa McCarthy – Can You Ever Forgive Me?

### Bester Nebendarsteller
Mahershala Ali – Green Book – Eine besondere Freundschaft (Green Book)
- Timothée Chalamet – Beautiful Boy
- Adam Driver – BlacKkKlansman
- Richard E. Grant – Can You Ever Forgive Me?
- Sam Rockwell – Vice – Der zweite Mann (Vice)

### Beste Nebendarstellerin
Rachel Weisz – The Favourite – Intrigen und Irrsinn (The Favourite)
- Amy Adams – Vice – Der zweite Mann (Vice)
- Claire Foy – Aufbruch zum Mond (First Man)
- Margot Robbie – Maria Stuart, Königin von Schottland (Mary Queen of Scots)
- Emma Stone – The Favourite – Intrigen und Irrsinn (The Favourite)

### Bestes adaptiertes Drehbuch
Spike Lee, David Rabinowitz, Charlie Wachtel, Kevin Willmott – BlacKkKlansman
- Josh Singer – Aufbruch zum Mond (First Man)
- Nicole Holofcener, Jeff Whitty – Can You Ever Forgive Me?
- Barry Jenkins – Beale Street (If Beale Street Could Talk)
- Bradley Cooper, Will Fetters, Eric Roth – A Star Is Born

### Bestes Originaldrehbuch
Deborah Davis, Tony McNamara – The Favourite – Intrigen und Irrsinn (The Favourite)
- Janusz Głowacki, Paweł Pawlikowski – Cold War – Der Breitengrad der Liebe (Zimna wojna)
- Brian Hayes Currie, Peter Farrelly, Nick Vallelonga – Green Book – Eine besondere Freundschaft (Green Book)
- Alfonso Cuarón – Roma
- Adam McKay – Vice – Der zweite Mann (Vice)

### Beste Kamera
Alfonso Cuarón – Roma
- Robbie Ryan – The Favourite – Intrigen und Irrsinn (The Favourite)
- Linus Sandgren – Aufbruch zum Mond (First Man)
- Newton Thomas Sigel – Bohemian Rhapsody
- Łukasz Żal – Cold War – Der Breitengrad der Liebe (Zimna wojna)

### Bestes Szenenbild
Fiona Crombie, Alice Felton – The Favourite – Intrigen und Irrsinn (The Favourite)
- Eugenio Caballero, Bárbara Enríquez – Roma
- Stuart Craig, Anna Pinnock – Phantastische Tierwesen: Grindelwalds Verbrechen (Fantastic Beasts: The Crimes of Grindelwald)
- Nathan Crowley, Kathy Lucas – Aufbruch zum Mond (First Man)
- John Myhre, Gordon Sim – Mary Poppins’ Rückkehr (Mary Poppins Returns)

### Bestes Kostümdesign
Sandy Powell – The Favourite – Intrigen und Irrsinn (The Favourite)
- Alexandra Byrne – Maria Stuart, Königin von Schottland (Mary Queen of Scots)
- Julian Day – Bohemian Rhapsody
- Sandy Powell – Mary Poppins’ Rückkehr (Mary Poppins Returns)
- Mary Zophres – The Ballad of Buster Scruggs

### Bestes Make-up und beste Frisuren
Nadia Stacey – The Favourite – Intrigen und Irrsinn (The Favourite)
- Kate Biscoe, Greg Cannom, Patricia Dehaney, Chris Gallaher – Vice – Der zweite Mann (Vice)
- Mark Coulier, Jeremy Woodhead, Josh Weston – Stan & Ollie
- Mark Coulier, Jan Sewell – Bohemian Rhapsody
- Jenny Shircore – Maria Stuart, Königin von Schottland (Mary Queen of Scots)

### Beste Filmmusik
Bradley Cooper, Lady Gaga, Lukas Nelson – A Star Is Born
- Terence Blanchard – BlacKkKlansman
- Nicholas Britell – Beale Street (If Beale Street Could Talk)
- Alexandre Desplat – Isle of Dogs – Ataris Reise (Isle of Dogs)
- Marc Shaiman – Mary Poppins’ Rückkehr (Mary Poppins Returns)

### Bester Schnitt
Hank Corwin – Vice – Der zweite Mann (Vice)
- Tom Cross – Aufbruch zum Mond (First Man)
- Alfonso Cuarón, Adam Gough – Roma
- Yorgos Mavropsaridis – The Favourite – Intrigen und Irrsinn (The Favourite)
- John Ottman – Bohemian Rhapsody

### Bester Ton
John Casali, Tim Cavagin, Nina Hartstone, Paul Massey, John Warhurst – Bohemian Rhapsody
- Erik Aadahl, Michael Barosky, Brandon Proctor, Ethan Van der Ryn – A Quiet Place
- Mary H. Ellis, Mildred Iatrou Morgan, Ai-Ling Lee, Frank A. Montaño, Jon Taylor – Aufbruch zum Mond (First Man)
- Gilbert Lake, James Mather, Chris Munro, Mike Prestwood Smith – Mission: Impossible – Fallout
- Steven A. Morrow, Alan Robert Murray, Jason Ruder, Tom Ozanich, Dean A. Zupancic – A Star Is Born

### Beste visuelle Effekte
Geoffrey Baumann, Jesse James Chisholm, Craig Hammack, Daniel Sudick – Black Panther
- Tim Burke, Andy Kind, Christian Manz und David Watkins – Phantastische Tierwesen: Grindelwalds Verbrechen (Fantastic Beasts: The Crimes of Grindelwald)
- Matthew E. Butler, Grady Cofer, Roger Guyett, Dave Shirk – Ready Player One
- Dan DeLeeuw, Russell Earl, Kelly Port, Daniel Sudick – Avengers: Infinity War
- Ian Hunter, Paul Lambert, Tristan Myles, J. D. Schwalm – Aufbruch zum Mond (First Man)

### Bester Animationsfilm
Spider-Man: A New Universe (Spider-Man: Into The Spider-Verse) – Bob Persichetti, Peter Ramsey, Rodney Rothman, Phil Lord
- Isle of Dogs – Ataris Reise (Isle of Dogs) – Wes Anderson, Jeremy Dawson
- Die Unglaublichen 2 (Incredibles 2) – Brad Bird, John Walker

### Bester britischer animierter Kurzfilm
Die Jungen-WG (Roughhouse) – Jonathan Hodgson, Richard Van Den Boom
- I’m OK – Elizabeth Hobbs, Abigail Addison, Jelena Popovic
- Marfa – Greg McLeod, Myles McLeod

### Bester britischer Kurzfilm
73 Cows – Alex Lockwood
- Bachelor, 38 – Angela Clarke
- The Blue Door – Ben Clark, Megan Pugh, Paul Taylor
- The Field – Sandhya Suri, Thomas Bidegain, Balthazar de Ganay
- Wale – Barnaby Blackburn, Sophie Alexander, Catherine Slater, Edward Speleers

### Bester Dokumentarfilm
Free Solo – Elizabeth Chai Vasarhelyi, Jimmy Chin, Shannon Dill, Evan Hayes
- Alexander McQueen – Der Film (McQueen) – Ian Bonhôte, Peter Ettedgui
- RBG – Ein Leben für die Gerechtigkeit (RBG) – Julie Cohen, Betsy West
- They Shall Not Grow Old – Peter Jackson, Clare Olssen
- Three Identical Strangers – Tim Wardle, Grace Hughes-Hallett, Becky Read

### Bester fremdsprachiger Film
Roma, Mexiko – Alfonso Cuarón, Gabriela Rodríguez
- Capernaum – Stadt der Hoffnung (Capharnaüm), Libanon – Nadine Labaki, Khaled Mouzanar
- Cold War – Der Breitengrad der Liebe (Zimna wojna), Polen – Paweł Pawlikowski, Tanya Seghatchian, Ewa Puszczyńska
- Dogman, Italien – Matteo Garrone
- Shoplifters – Familienbande (Manbiki kazoku), Japan – Hirokazu Koreeda, Kaoru Matsuzaki

### Beste Nachwuchsleistung
Michael Pearce (Regie, Drehbuch), Lauren Dark (Produktion) – Beast
- Daniel Kokotajlo (Regie, Drehbuch) – Apostasy
- Chris Kelly (Regie, Drehbuch, Produktion) – A Cambodian Spring
- Leanne Welham (Regie, Drehbuch), Sophie Harman (Produktion) – Pili
- Richard Billingham (Regie, Drehbuch), Jacqui Davies (Produktion) – Ray & Liz

## Publikumspreis

### Beste darstellerische Nachwuchsleistung(EE Rising Star Award)
Letitia Wright
- Jessie Buckley
- Cynthia Erivo
- Barry Keoghan
- Lakeith Stanfield

## Ehrenpreise

### Ehrenpreis (Academy Fellowship)
- Thelma Schoonmaker – US-amerikanische Filmeditorin[3][4]

### Bester britischer Beitrag zum Kino
- Number 9 Films (Stephen Woolley and Elizabeth Karlsen) – britische Filmproduktionsgesellschaft[5]